# Colobothea fibrosa
Colobothea fibrosa là một loài bọ cánh cứng trong họ Cerambycidae.